# 서울호서예술실용전문학교
서울호서예술실용전문학교(서울湖西藝術實用專門學校, Seoul Hoseo Art College)는 서울특별시 강서구에 위치한 예체능계열에 특화된 전문학교인데, 2010년 12월 24일 한국예술종합전문학교로 설립되었으며, 2012년 4월 현재의 학교명으로 변경하였다.
- 서울호서예술실용전문학교는 전문 예술인을 양성하는 교육기관이다. 2010년 12월 24일 한국예술종합전문학교로 설립되었으며, 2012년 4월 현재의 학교명으로 변경하였다.
- 실제 현장에서 필요한 실무 수업의 비중이 70%가 넘으며, 졸업 시 교육부장관명의 전문학사 학위가 수여되고, 연기예술과 모델, 실용무용은 4년제 학사학위도 가능하다.

- 서울호서예술실용전문학교는 실용음악, 뮤직프로덕션, 엔터테인먼트, 연기예술, 성우, 모델, 영상사진, 유튜브, 실용무용, 스포츠, 경찰경호, 케이팝 부문 등 12개 계열 18개 과정 69개 세부전공과정으로 구성되어 있다.

- 가수 유성은, 임도혁, 힙합뮤지션 자메즈, 맥대디, 가오가이, 키츠요지, 보디빌더 김강민, 황철순, 정송영, 장유진, 이승철 종합격투기 정문홍, 양동이, 명현만, 모델 이복영, 변준서 등 실무 전문가들이 직접 학생들을 지도하며 예술인 양성에 힘쓰고 있다.

## 연혁
- 2010년 12월 24일: 한국예술종합전문학교 설립
- 2012년 4월: 서울호서예술실용전문학교로 교명 변경

## 교육편제
다음은 2025년 기준 서울호서예술실용전문학교의 교육 과정 일람이다.
| 실용음악전공                                             | 연극전공                                          | 영화제작전공                                                     | 실용무용전공       |
| -------------------------------------------------------- | ------------------------------------------------- | ---------------------------------------------------------------- | ------------------ |
| - 실용음악예술계열 - 뮤직프로덕션계열 - 엔터테인먼트계열 | - 연기예술계열 - 방송·성우연기계열 - 모델연기계열 | - 방송영화제작계열 - AI·뉴미디어제작계열 - VFX모션그래픽제작계열 | - 실용무용예술계열 |
| 레저스포츠전공                                           | 경찰행정전공                                      | 의전경호전공                                                     | 무용학전공         |
| - 스포츠건강관리계열                                     | - 경찰행정계열                                    | - 의전경호계열                                                   | - 실용무용예술계열 |